# Гузум
Гузум (нім. Husum, фриз. Hüsem) — місто в Німеччині, розташоване в землі Шлезвіг-Гольштейн. Адміністративний центр району Північна Фризія.
Населення становить 23 249 ос. (станом на 31 грудня 2020). Займає площу 25,20 км². Офіційний код — 01 0 54 056.
Офіційною мовою в населеному пункті, крім німецької, є фризька.

## Визначні місця
Незважаючи на відносно невеликі розміри міста музейний ландшафт тут доволі багатий. Особливо цікавими є Гузумський музей Північного моря (NordseeMuseum Husum), музей просто неба «Остенфельдське селянське подвір'я» (Ostenfelder Bauernhaus), музей у Гузумському замку, музей Теодора Шторма (Theodor-Storm-Haus), Північнофризький музей судноплавства (Schiffahrtsmuseum Nordfriesland) та музей маріонеток Поле Попеншпелер.
В архітектурному плані цікавими є Гузумський замок, площа Ринок з Маріїнською церквою, стара ратуша, гавань та вуличка Вассеррає (Wasserreihe).
Гузумський замок був споруджений за часів герцога Адольфа фон Шлезвіг-Гольштей-Готторф у 1577-1582 роках.
Маріїнська церква на Ринку була споруджена 1833 року за проектом данського архітектора Крістіана Фредеріка Гансена.
У гавані роаніше роташовувалася корабельня (верф), зараз це цікаве туристичне місце. Паралельно до Гафенштрасе в провулку Вассеррає розташований Музей Теодора Шторма.
Найбільшим парком міста є Замковий парк, відомий весняним цвітіння крокусів, яких тут близько 5 млн. На Замковому острові знаходитьс так званий Сад герцогині. 

## Географії

### Адміністративний поділ
Місто  складається з 17 районів:
- Центр міста
- Нордгузум
- Порренког
- Остерузум
- Альтштадт
- Нордершлаг
- Драймюлен
- Редеміс
- Фішерзідлунг
- Нойштадт
- Гевербегебіт
- Кільсбург
- Розенбург
- Шобюль
- Галебюль
- Гокенсбюль
- Лунд

## Галерея

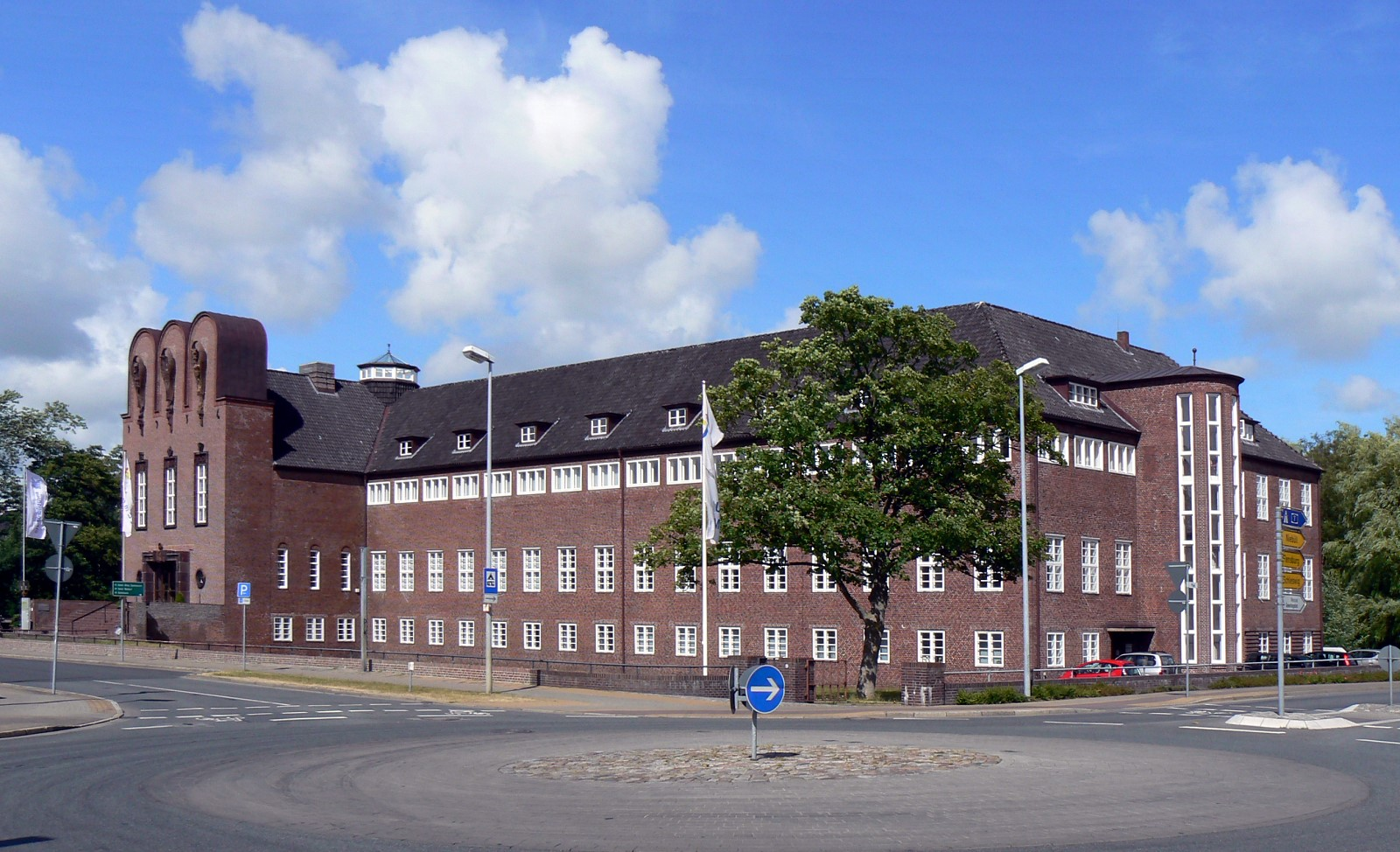
Гузумський музей Північного моря
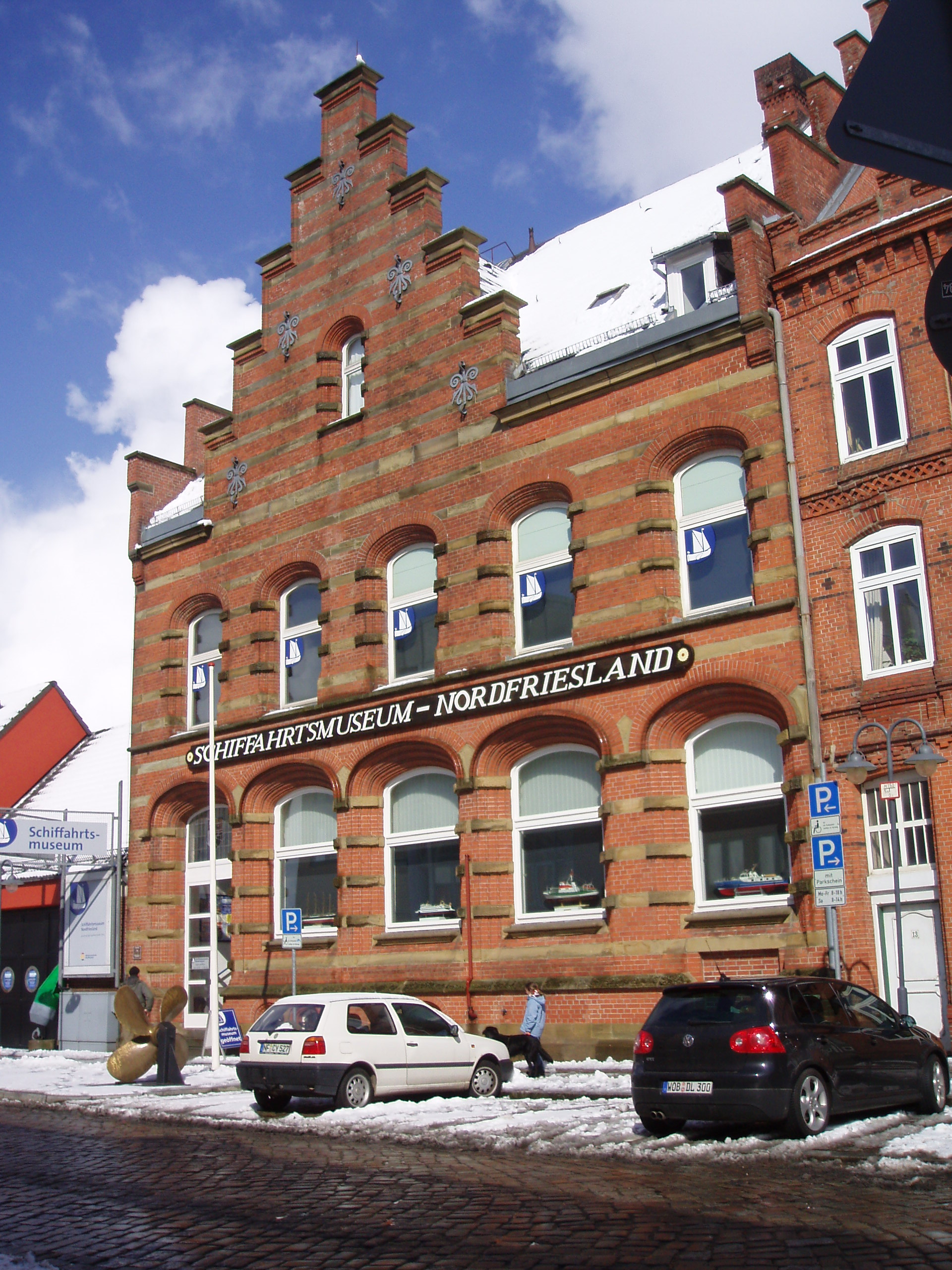
Північнофризький музей судноплавства
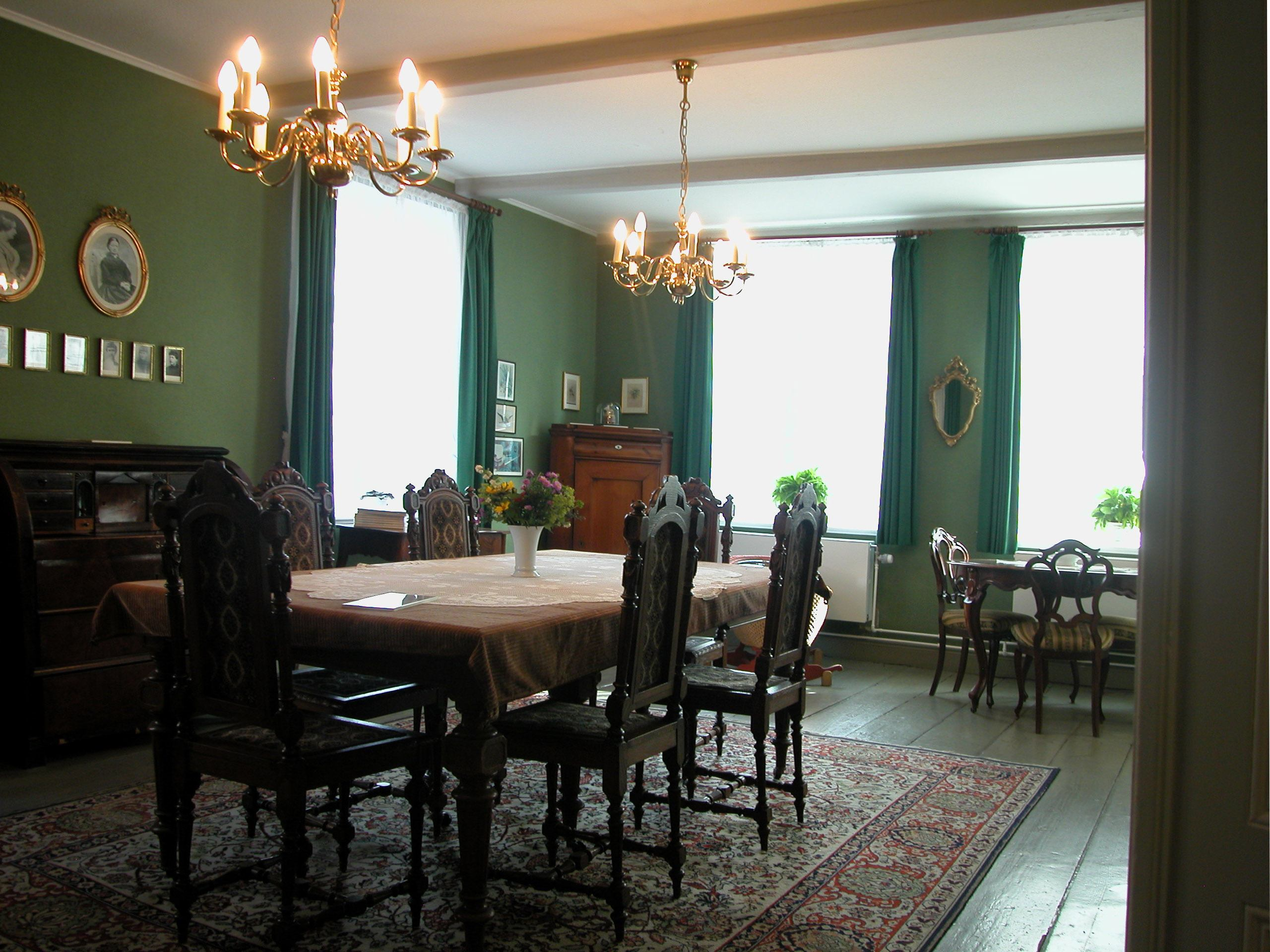
Музей Теодора Шторма, вітальня
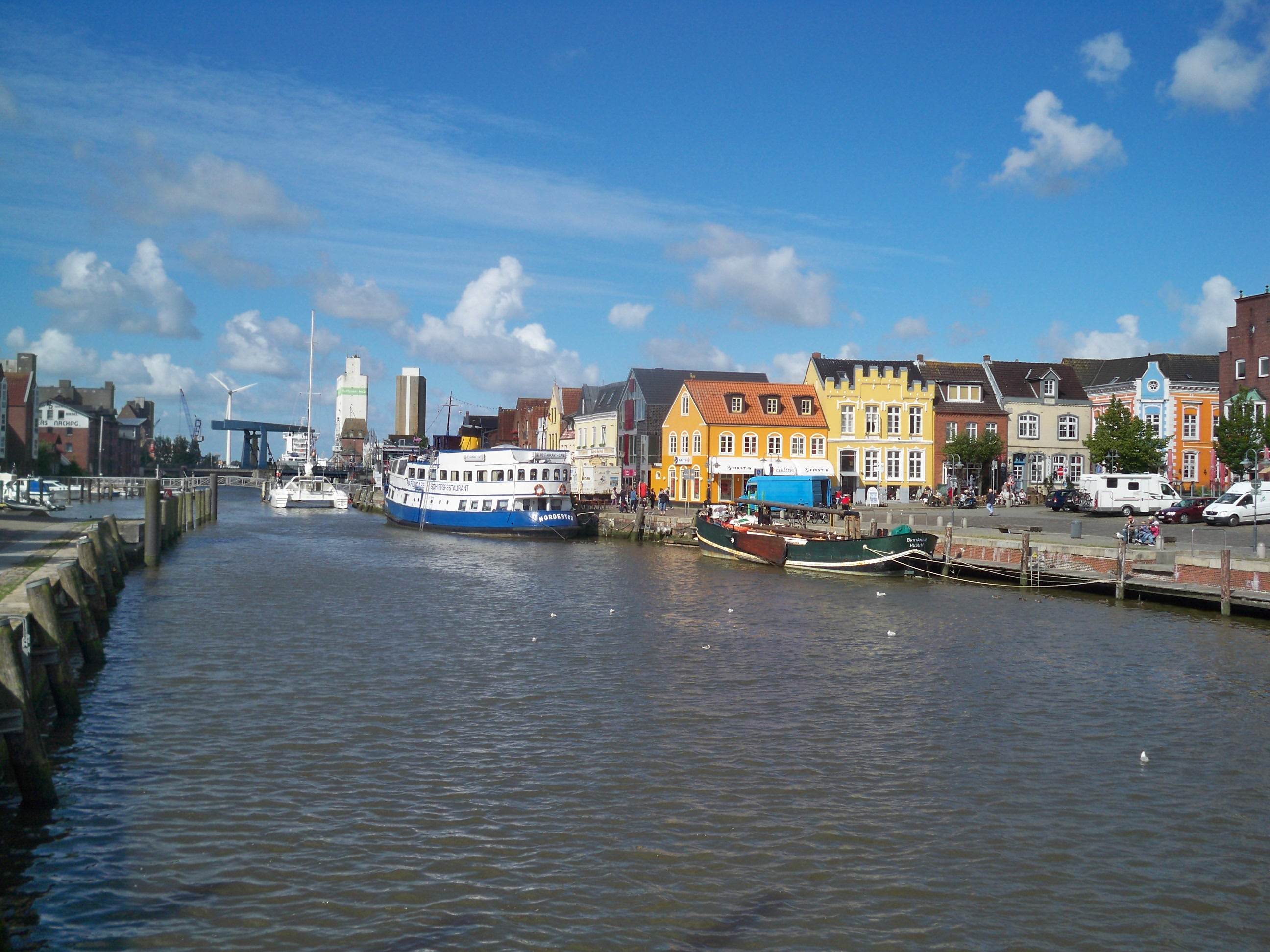
Гузумська гавань
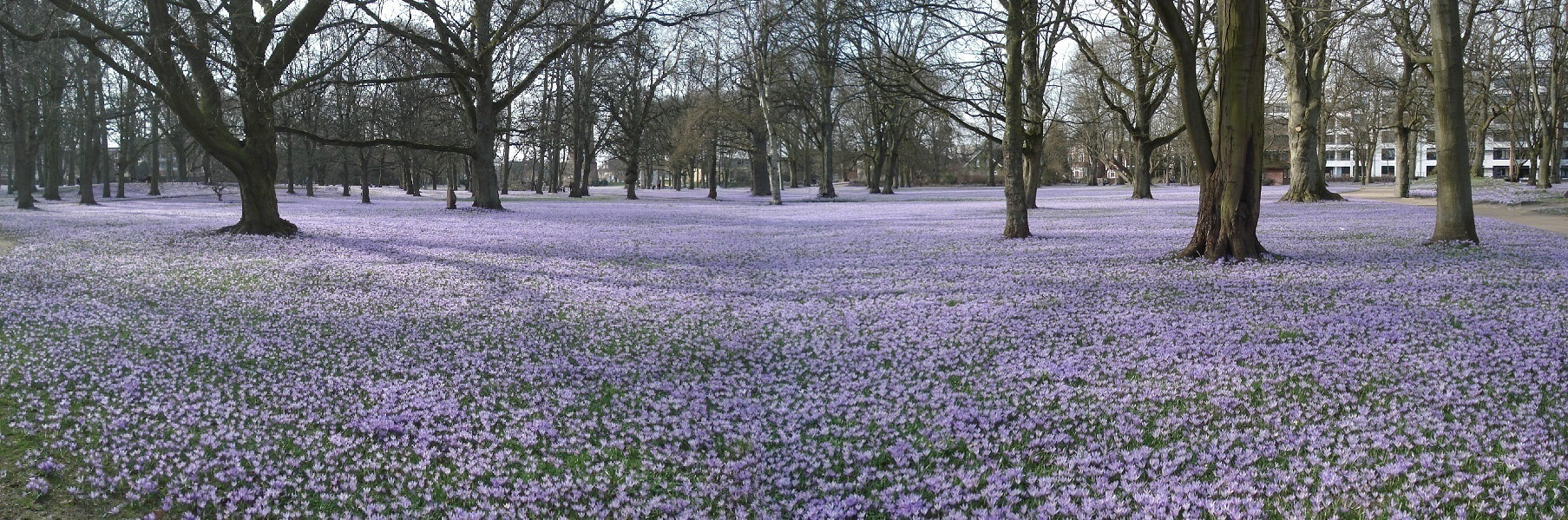
Цвітіння крокусів у Замковому парку